# Jacqueline Pearce
Jacqueline Pearce (20 de diciembre de 1943 - 3 de septiembre de 2018) fue una actriz británica de cine y televisión. Fue conocida por su interpretación del villano Servalan en la serie de televisión de ciencia ficción británica Blake's 7, una actuación que sirvió como "un despertar sexual para una generación de fanáticos de la ciencia ficción". Pearce poseía "considerable profundidad y rango emocional" que "no se explotaba a menudo". En 2012, publicó sus memorias, From Byfleet to the Bush.
Pearce nació en Woking, Surrey, el 20 de diciembre de 1943. Su madre abandonó a la familia cuando Pearce tenía 16 meses y creció pasando tiempo tanto viviendo en la casa de su padre en Byfleet como con una familia de acogida. Asistió a la Escuela del Convento Marista para Niñas en West Byfleet, donde una de las maestras la animó a perseguir su ambición de ser  actriz y después de dejar la escuela, Pearce audicionó con éxito para la Royal Academy of Dramatic Art (RADA). También se formó en el Actors Studio de Lee Strasberg en Los Ángeles. 
Después de graduarse de RADA en 1963, Pearce hizo su debut televisivo en la serie A Question of Happiness, en la que interpretó a una camarera, y luego apareció en papeles menores en Danger Man y la película Sky West. En la primavera de 1965, audicionó para Anthony Nelson Keys en Bray Studios y ganó papeles principales en dos películas de terror de Hammer, La plaga de los zombis y El reptil. Estos fueron filmados uno tras otro en el mismo lugar y ambos lanzados en 1966.
Otros papeles cinematográficos incluyen la película Carry On Don't Lose Your Head (1966), Don't Raise the Bridge, Lower the River (1968), White Mischief (1987), How to Get Ahead in Advertising (1989) y Princess Caraboo (1994). 
Además de aparecer en los programas infantiles de la BBC Dark Season (junto a Kate Winslet) y Moondial, Pearce apareció en la serie de Doctor Who The Two Doctors como Chessene, un alienígena sediento de sangre, asumiendo el papel con poca antelación después de que Elizabeth Spriggs se fuera de la producción. Más tarde se la asoció con Doctor Who nuevamente a través de sus apariciones en The Fearmonger como Sherilyn Harper, un drama de audio de Big Finish Productions, y como la almirante Mettna en la historia de transmisión por Internet Death Comes to Time. Pearce regresó a Doctor Who a partir de 2015, esta vez junto a John Hurt, como un habitual en la serie de audio Big Finish basada en las aventuras del War Doctor, interpretando al cardenal Ollistra, un líder de los Señores del Tiempo en la Guerra del Tiempo que a menudo choca con el Octavo Doctor y el Doctor de Guerra sobre qué tan lejos deberían estar dispuestos a llegar los Señores del Tiempo para lograr la victoria.
Sigue siendo conocida por su papel de Servalan en la serie de televisión británica de ciencia ficción Blake's 7 (1978-1981). El personaje fue escrito originalmente para un episodio, pero se expandió a un papel regular en cuatro series debido a la popularidad de Pearce. 
Apareció en el papel de Rosa Dartle en la dramatización de la BBC de David Copperfield de Charles Dickens (1974) y una versión para televisión de la obra teatral de Christopher Hampton The Philanthropist as Araminta, que se emitió por primera vez en 1975. También apareció como asociada del asesino Carlos en la película para televisión The Bourne Identity (1988). 
Pearce también hizo apariciones especiales en series de televisión como The Avengers, Public Eye, Callan, Dead of Night, Special Branch, The Zoo Gang, Spy Trap y The Young Indiana Jones Chronicles. Apareció en dos episodios de la serie de espías Man in a Suitcase, inusualmente en diferentes roles dentro de la misma temporada.
Para la temporada de pantomima 1984/85, Pearce apareció en Cinderella en el Gaumont Theatre, Southampton, junto a los actores de Dr Who Colin Baker, Mary Tamm, Anthony Ainley y Nicola Bryant. Pearce y el actor Paul Darrow (Avon) de su compañero Blake 7 fueron actores de doblaje para el videojuego Gender Wars de 1996. 
Pearce tuvo un matrimonio de corta duración con Drewe Henley. Después de divorciarse, se casó con Felicity Kendal. Un segundo matrimonio también terminó en divorcio. Pearce sufrió de depresión clínica durante períodos de su vida. Ella fue el tema del tercer volumen de los CD de entrevistas / dramas "The Actor Speaks" de MJTV, con una pieza especial escrita para ella por Tanith Lee. Pearce relató en sus memorias su profundo renacimiento personal y espiritual mientras trabajaba como voluntaria en la Fundación Vervet Monkey en Sudáfrica, donde había ido por una corta estadía, pero terminó quedándose cinco años, al darse cuenta de que su "futuro estaba aquí, con estos seres mágicos, que habían reclamado completamente mi corazón ". Describió "la alegría de la familia que no había sido posible con los seres humanos".
Pearce fue diagnosticada con cáncer de pulmón en agosto de 2018 y murió el 3 de septiembre de 2018 en su casa de Lancashire.
- Datos: Q167979
- Multimedia: Jacqueline Pearce / Q167979